# Henriqueta d'Este
Henriqueta Maria d'Este (em italiano:  Enrichetta Maria d'Este; Módena, 27 de maio de 1702 - Fidenza, 30 de janeiro de 1777) foi uma nobre italiana. Era duquesa de Parma pelo seu casamento com António Farnésio, duque de Parma, seu primo direito e tio de Isabel Farnésio, rainha de Espanha.

## Família
Henriqueta era a terceira filha do duque Reinaldo III de Módena e da sua esposa, a duquesa Carlota Felicidade de Brunsvique-Luneburgo. O seu irmão mais velho, o príncipe Francisco, era herdeiro do Ducado de Módena e Régio.
O seu pai Ricardo tinha-se tornado duque de Módena e Reggio desde a morte do seu sobrinho, o duque Francisco II de Módena. A sua mãe era filha do duque João Frederico de Brunsvique-Luneburgo e da sua esposa francesa, a condessa Benedita Henriqueta do Palatinado-Simmern, e prima direita do rei Jorge I da Grã-Bretanha, do duque Ernesto Augusto, Duque de Iorque e Albany e da princesa Sofia Carlota de Hanôver, esposa do rei Frederico I da Prússia.
Entre os seus primos direitos encontravam-se a arquiduquesa Maria Josefa da Áustria, a arquiduquesa Maria Amália da Áustria, Maria de Modena, esposa do rei Jaime II de Inglaterra e Eduardo Farnésio, pai de Isabel Farnésio, rainha de Espanha.

## Casamento e vida em Parma
Henriqueta ficou noiva de António Farnésio, Duque de Parma, filho de Maria d'Este, uma tia de Henriqueta. Os dois casaram-se por procuração numa cerimónia magnífica em Módena no dia 5 de fevereiro de 1728, onde o seu irmão Francisco representou António.
Depois da cerimónia por procuração, Henriqueta viajou até Parma onde fez uma entrada magnífica a 6 de julho de 1728, sendo recebida da Porta San Michele por multidões entusiastas. As celebrações na região duraram até 1730. O seu marido visitava frequentemente a corte de Modena e era chegado ao irmão de Henriqueta, Francisco.
O casamento tinha sido arranjado pelo secretário de estado de António, o conde de Anvidi, que foi o responsável por o convencer a casar-se com a irmã do amigo, visto que este não estava interessado no matrimónio. Apesar das várias tentativas por parte do casal, não tiveram filhos.

### Morte de António
António morreu a 20 de janeiro de 1731, um dia depois de ter anunciado que Henriqueta estava grávida. Após a sua morte, foi formado um conselho de regência para o seu potencial herdeiro, que consistia de Henriqueta, um bispo, o primeiro secretário de estado e dois cavalheiros da corte.
Foi decidido que, caso a criança fosse uma menina, o ducado de Parma seria herdado pelo infante d. Carlos, na altura com doze anos, filho mais velho de Isabel Farnésio, esposa do rei Filipe V de Espanha e filha de Eduardo Farnésio que tinha sido herdeiro do ducado, mas tinha morrido antes do pai.
A duquesa foi examinada por muitos médicos sem que a sua gravidez fosse confirmada. Como resultado, o Segundo Tratado de Viena, assinado a 22 de julho de 1731, reconhecia oficialmente o infante Carlos como duque de Parma e Placência.
Como Carlos ainda era menor de idade, a sua avó materna, a condessa Doroteia Sofia de Neuburgo, viúva de Eduardo, foi nomeada regente.
Como Henriqueta continuava a afirmar que estava grávida, Doroteia ordenou que esta fosse examinada por quatro parteiras que afirmaram que, de facto, Henriqueta estava grávida de sete meses. A notícia correu Parma e depois todas as cortes da Europa. Contudo, a rainha Isabel de Espanha convenceu a sua mãe a examinar Henriqueta novamente em setembro de 1731. Desta vez foi confirmado que não havia nenhuma criança e que a Casa de Farnésio estava extinta.

## Últimos anos
Banida da corte do seu pai em Módena, Henriqueta mudou-se para o Palácio Ducal de Colorno, onde estava praticamente em prisão domiciliária, vigiada por uma escolta de guardas suíços. Em dezembro de 1731, foi forçada a regressar ao Palácio Ducal de Parma para devolver as joias da corte de Parma a Doroteia que foi nomeada chefe do conselho de regência a 29 de dezembro de 1731.
A 23 de março de 1740, Henriqueta voltou a casar-se, desta vez com o conde Leopoldo de Hesse-Darmstadt, neto do conde Luís VI de Hesse-Darmstadt. Deste casamento também não nasceram filhos.
Leopoldo morreu em 1764, deixando Henriqueta viúva uma segunda vez. Henriqueta morreu a 30 de janeiro de 1777, aos setenta e quatro anos. Foi enterrada no Convento de Capuciner em Fidenza.